# Maximino Martínez Miranda
Maximino Martínez Miranda (* 29. Mai 1951 in Palos Altos) ist ein mexikanischer Geistlicher und römisch-katholischer Weihbischof in Toluca.

## Leben
Maximino Martínez Miranda empfing am 21. September 1979 die Priesterweihe für das Atlacomulco.
Papst Benedikt XVI. ernannte ihn am 7. Juli 2006 zum Bischof von Ciudad Altamirano. Die Bischofsweihe spendete ihm der Apostolische Nuntius in Mexiko, Erzbischof Giuseppe Bertello, am 31. August desselben Jahres; Mitkonsekratoren waren Francisco Javier Chavolla Ramos, Bischof von Toluca, und Constancio Miranda Weckmann, Bischof von Atlacomulco.
Am 28. Oktober 2017 ernannte ihn Papst Franziskus zum Titularbischof von Lugura und zum Weihbischof in Toluca.